# Semmede
Semmede (auch Zemmede oder Zemmadle) sind ein einfaches Mehlgericht, das vor allem im 19. Jahrhundert in Tauberfranken, dem Odenwald, Mainfranken, dem Bauland und der Rhön als „Arme-Leute-Gericht“ verbreitet war.

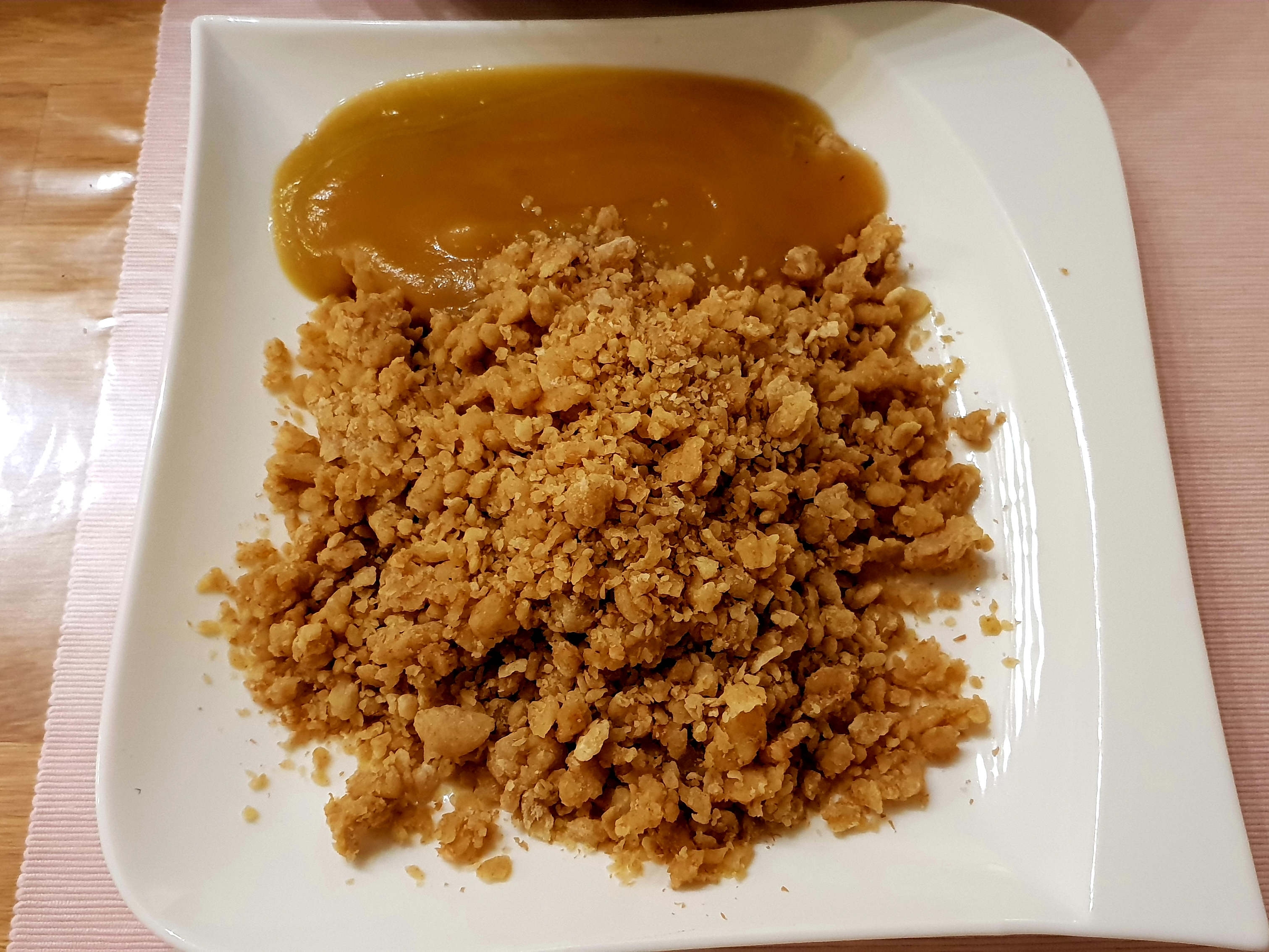
Fränkische Mehlspeise „Zemmadle“ aus dem Ochsenfurter Gau

Im Allgemeinen bestehen Semmede aus Buchweizenmehl (sog. Heidekornmehl), das in leicht gesalzenes, kochendes Wasser gegeben wird. Das Mehl nimmt das Wasser auf, daher muss größere Hitze vermieden werden. Beim Rühren mit einer Gabel entstehen nach ca. 10 Minuten dann größere und kleinere Krümel. Diese werden – warm oder erkaltet – in einer Pfanne in Fett, Butter (oder auch Dörrfleischwürfeln) gebraten, jedoch so, dass sie keine Kruste bekommen. Die Semmede werden zusammen mit Buttermilch, Dickmilch, Obst oder Apfelbrei gereicht.
Das Gericht wird in manchen Ortschaften hauptsächlich aus Kartoffeln und Mehl gekocht: Die gekochten Kartoffeln werden gestampft und mit Mehl sowie Salz und Gewürzen, z. B. Muskat, vermischt. Anschließend  wird alles in einen großen Topf solange geröstet und gewendet, bis kleine bohnenförmige Bällchen mit einer leichten braunen Kruste entstehen.
Für Rhöner Semmede werden Salzkartoffeln gekocht und heiß durch eine Presse gedrückt und sodann mit Grieben vermengt. Zu dieser Masse wird Paniermehl gegeben, bis sie sich zu Plätzchen formen lässt. Diese werden anschließend in einer Pfanne gebacken, bis der Rand goldgelb und knusprig ist. Man kann die Masse auch wie einen Pfannkuchen backen und dann auseinanderreißen. Dazu wird Gurkensalat oder saure Gurken gereicht sowie ein Glas Buttermilch.
Der Name „Semmede“ stammt vom mittelhochdeutschen „samet“ und bedeutet „beisammen“, „zusammen“, „zugleich“.